# Jimmy Thordsen
James Thordsen Lasvitt, detto Jimmy (New York, 23 luglio 1948), è un ex cestista statunitense con cittadinanza portoricana.

## Carriera
Con Porto Rico ha disputato due edizioni dei Giochi olimpici (Monaco 1972, Montréal 1976) e i Campionati mondiali del 1974.